# Yamato-e
Yamato-e (大和絵?) es un estilo clásico de pintura japonesa inspirado en las obras pictóricas de la dinastía Tang y desarrollado a finales del período Heian. Es considerado como un estilo secular, basado en temas nativos japoneses procedentes en la mayoría de los casos de su literatura tradicional y caracterizado por el uso de tonalidades fuertes.

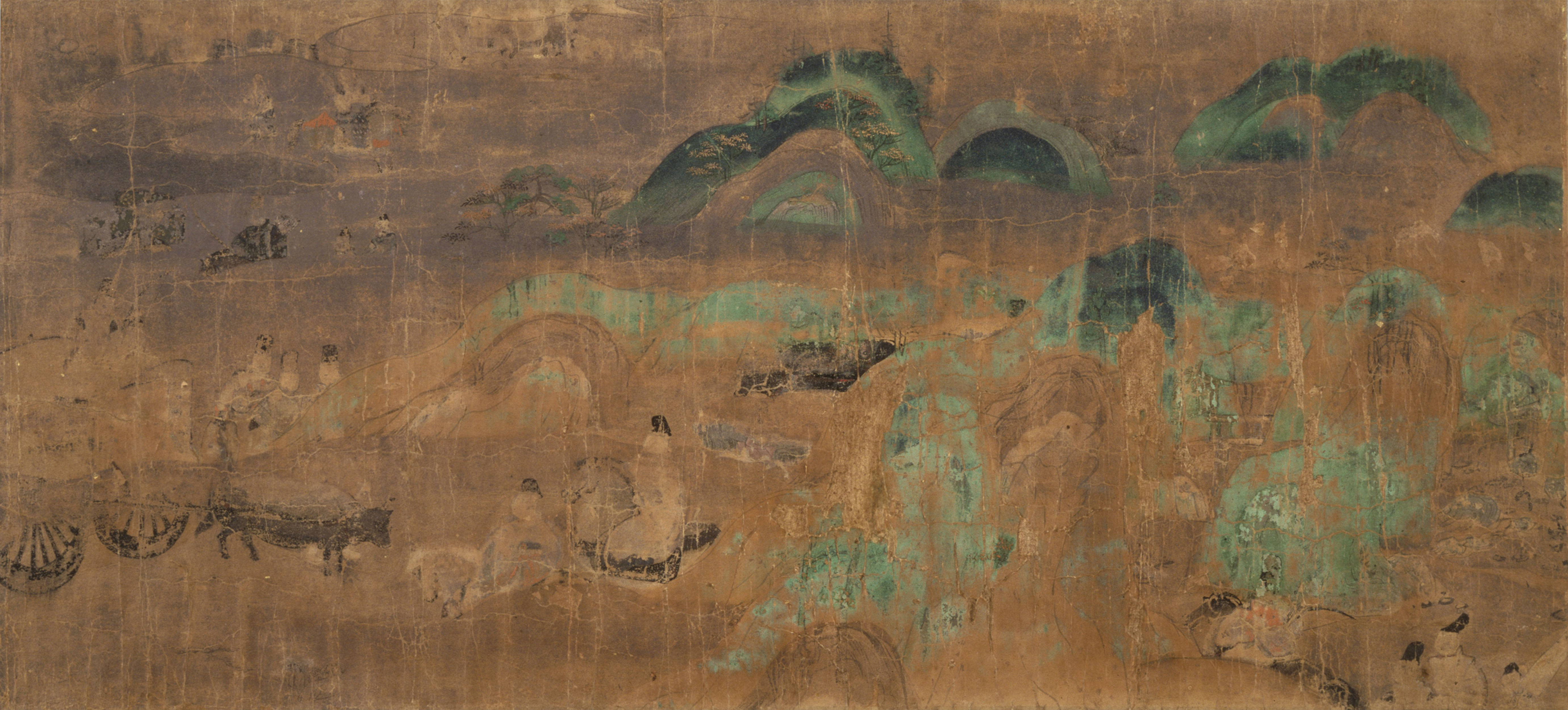
Escena del Genji Monogatari,.

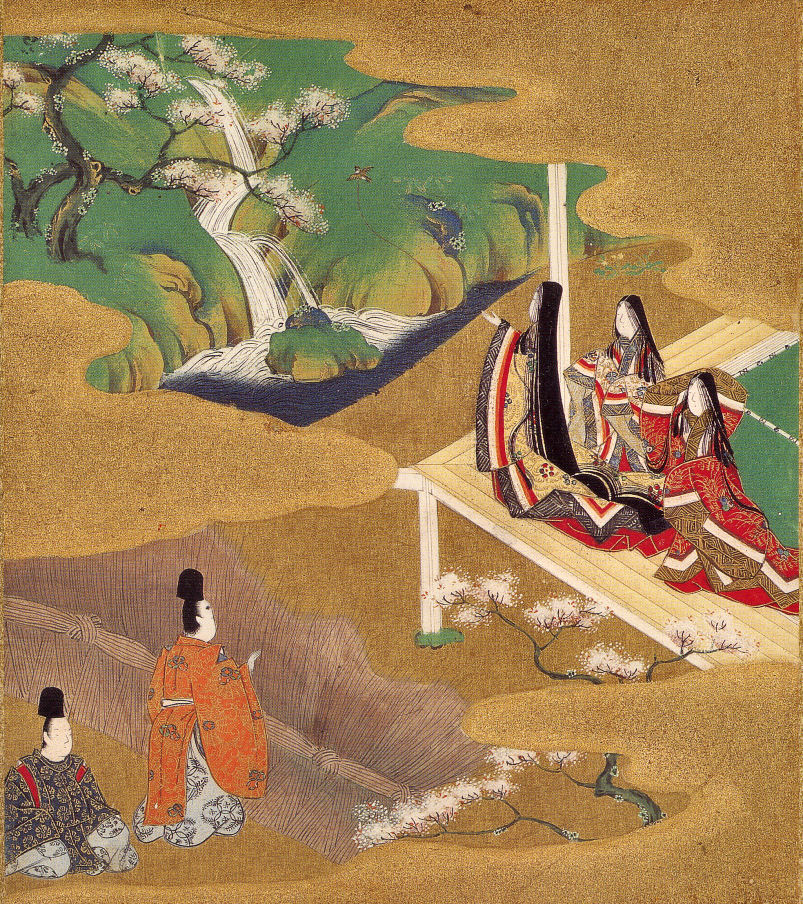
Escena del Genji Monogatari, realizada por el pintor Tosa Mitsuoki en el siglo XVII.

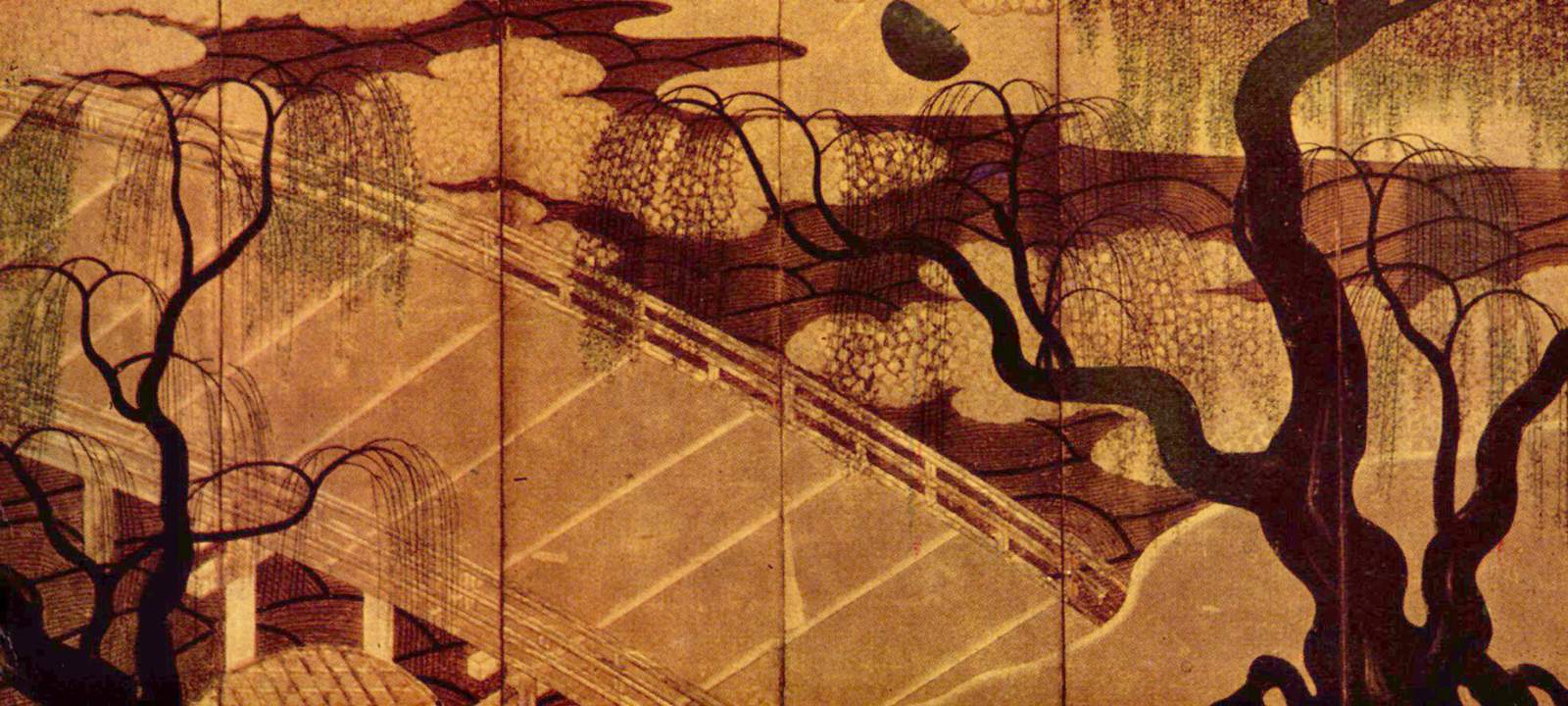
Panel con pintura sobre el Puente Uji (宇治橋, Uji-bashi), un ejemplo tardío de Yamato-e..

Desde el período Muromachi (siglo XV), el término Yamato-e ha sido utilizado para distinguir las pinturas japonesas de las pinturas contemporáneas bajo el estilo chino Kara-e, las cuales fueron inspiradas por las pinturas en género zen de las dinastías Song y Yuan. Las obras pictóricas Yamato-e generalmente están acompañadas por textos que relatan narrativas y que muestran la belleza de la naturaleza a través de representaciones de lugares famosos o meisho-e (名所絵?), y de las cuatro estaciones o shiki-e (四季絵?). Las imágenes no son simbólicas y tienen el objetivo de ilustrar la belleza de la naturaleza.
Las pinturas por lo general son realizadas sobre rollos de pergamino que pueden ser colgados en las paredes como los kakemono (掛け物?), asimismo también son realizadas en emakis o rollos de pergamino que pueden ser leídos de derecha a izquierda y también en biombos y paneles. A pesar de que su nombre proviene del período Yamato, sus pinturas no pertenecen estrictamente a una época en particular, y por el contrario describen un estilo específico de pintura. Aunque la mayoría de artistas en el período Muromachi ejecutaban sus obras en el estilo Sumi-e, esta no fue la característica de las primeras pinturas.
El estilo Yamato-e influenció a la escuela Rimpa, y a los estilos de pintura ukiyo-e y Nihonga.

## Artistas destacados
- Kose Kanaoka (c.802-897)
- Tosa Mitsuoki (1617-1691)
- Tosa Mitsunobu (1434 – 1525)